# 덕은한강중학교
덕은한강중학교(德隱漢江中學校)는 대한민국 경기도 고양시 덕은동에 있는 공립 중학교이다.

## 학교 연혁
- 2021년 7월 1일 : 교명 덕은한강중학교 선정[2]
- 2022년 9월 1일 : 개교 (일반 28학급, 특수 1학급 규모)